# Zorro marchese di Navarra
Zorro, marchese di Navarra è un film del 1969, diretto da Franco Montemurro.

## Trama
Nel 1813, a Pamplona, durante l'occupazione napoleonica della Spagna, Zorro guida la rivolta del popolo oppresso contro i soldati francesi del bieco colonnello Leon Brizard, che ha dalla sua l'ambiguo Don Ruiz. L'eroe, quando non indossa la maschera, assume l'identità del timido ed effeminato Renè Biscuit, un parrucchiere francese per signore. Tra un'avventura e l'altra, gli oppressori saranno sconfitti e per il protagonista arriveranno le nomine ad alcalde di Pamplona e marchese di Navarra, oltre all'amore della bella Carmen, nipote del precedente alcalde della città.